# Bailleval
Bailleval – miejscowość i gmina we Francji, w regionie Hauts-de-France, w departamencie Oise.
Według danych na rok 1990 gminę zamieszkiwały 1332 osoby, a gęstość zaludnienia wynosiła 166 osób/km² (wśród 2293 gmin Pikardii Bailleval plasuje się na 216. miejscu pod względem liczby ludności, natomiast pod względem powierzchni na miejscu 604.).